# Joseph Fleury-Duray
Pour les articles homonymes, voir Fleury et Duray.
Joseph Fleury-Duray, né le 30 octobre 1801 à Bruxelles et mort le 20 juillet 1874 à Liège, est un militaire belge.

## Biographie

### Origines
Joseph Fleury-Duray nait le 30 octobre 1801 à Bruxelles, alors située dans le département de la Dyle pendant la période française de l'histoire de la Belgique.

### Carrière militaire
Peu après le début des émeutes d'août 1830 à Bruxelles qui lancent la révolution belge, les bourgeois de la ville s'arment afin de défendre leurs intérêts. Ils forment la garde bourgeoise de Bruxelles, dont Joseph Fleury-Duray devient adjoint du commandant en second, Charles-Joseph Pletinckx, avec le grade de major.
Après les Quatre Jours de Bruxelles, il s'engage aux cotés des volontaires de la révolution belge dans la campagne d'Anvers, il prend le commandement d'un corps franc avec lequel, le 22 octobre 1830, il s'empare notamment de la prison de Saint-Bernard, près de Willebroek. Pour ses différentes actions militaires et engagements lors de la révolution, il reçoit la Croix de fer.
Lieutenant-général dans l'armée belge après l'indépendance de la Belgique, il a traduit les Préceptes sur la répartition et l'emploi des chasseurs armés de carabines du capitaine von Gumtau, de l'armée prussienne, parus en 1833, à Liège, chez Redouté, 1847, in-8°, 43 p.
C'est également lui qui commande l'infanterie belge contre les républicains d'Ernest Grégoire lors de la tentative de coup d'état du Risquons-Tout. 

## Distinctions
- Croix de fer